# شاگاناک
شاگاناک (به قزاقی: Shyganak) یک دریاچه در قزاقستان است که در دشت ایشیم واقع شده‌است.